# Gilmar Villagrán
Gilmar Gilberto Villagrán Seger es un exfutbolista uruguayo que ocupaba la posición de delantero, jugó en la República Argentina entre los años 1984 y 1996 para los clubes Lanús y Los Andes.

## Trayectoria
De nacionalidad uruguayo, oriundo de la ciudad de Colonia. Comenzó jugando en Plaza Colonia hasta 1993. En 1994 le llegan dos propuestas firmes una de Club Atlético Peñarol, uno de los clubes más poderosos del Uruguay y una propuesta del Club Atlético Lanús, que a pesar de jugar en la Primera B del fútbol argentino en ese momento, lo sedujo más "porque el padre era hincha fanático de Lanús". Y eso lo terminó decidiendo.
En 1994 debuta en el Granate y tiempo después se convertiría en Ídolo, siendo parte fundamental del ascenso a Primera División en la temporada 1989/90, ya que en la definición por penales frente a Quilmes, un gol suyo le dio el ascenso a Lanús y fue el gol número 100 de su carrera en nuestro país con la camiseta granate. 
En la siguiente temporada jugó con la camiseta de Lanús totalizando un total de 39 partidos y convirtió 6 goles, pero el equipo del sur no logra mantenerse en primera y vuelve otra vez al Nacional B para la temporada 1990/91, pero retornó de inmediato en 1991/92 siendo Villagrán una pieza clave en el ascenso marcando 9 tantos y uno de ellos en la definición frente a Club Deportivo Maipú en el estadio de Lanús. 
•Es el 3° Máximo Goleador en la historia del Club Atlético Lanús (112) y el 6° con más presencias (316) 
Luego de ser dejado libre de Lanús, recala en Los Andes donde al mando del equipo "Milrayitas" consigue el ansiado ascenso a la B Nacional en la temporada 1993/94. Renueva contrato para defender la camiseta del equipo de Lomas de Zamora en la nueva categoría para la temporada 1994/95 y cumplido el objetivo de la permanencia, continúa jugando hasta 1996, retirándose de la práctica activa de fútbol ese mismo año. 
Ya retirado de la profesión, volvió a su Uruguay natal, hasta que un grupo de socios hicieron gestiones para repatriarlo. Es así que se integró al fútbol infantil del C.A.Lanús. Fue por un corto periodo de tiempo coordinador de las divisiones inferiores de Victoriano Arenas, vecina institución que tiene un convenio de colaboración con Lanús. Villagrán luego volvió al granate, hasta que se desvinculó en octubre de 2012.

### Estilo de juego
Dueño de una muy buena pegada, de baja estatura, más bien delgado, no poseía el típico físico de los delanteros que transpiraban las canchas de esos tiempos. Pero a fuerza de goles, de excelentes rendimientos poco a poco se fue metiendo en el corazón de la gente y al cabo de un par de años se convirtió en uno de los jugadores más queridos del plantel. Cuando Villagrán estaba inspirado convertía varios goles en una misma tarde, al tiempo que también podía jugar de volante ofensivo con inmejorables condiciones para armar el juego. Su punto más fuerte eran los Tiros Libres. 

## Clubes
| Equipo                  | Partidos | Goles | Año     |
| ----------------------- | -------- | ----- | ------- |
| Club Plaza Colonia      | *        | *     | 1980-83 |
| Club Atlético Lanús     | 316      | 112   | 1984-92 |
| Club Atlético Los Andes | 93       | 28    | 1993-96 |

- *Sin registros encontrados.